# Aubrey Anderson-Emmons
Aubrey Anderson-Emmons (Santa Monica, Califòrnia, 6 de juny de 2007) és una actriu estatunidenca coneguda pel seu paper a Modern Family interpretant Lily Tucker-Pritchett.

Fou l'actriu més jove de La catifa vermella en els anys 2012 i 2013 als Premis Emmy.

## Vida personal
És filla de la coreana Amy Anderson i l'americà Kent Emmons, actualment estàn separats. La seva mare, és actriu, i el seu pare, empresari. També té una germanastra, l'Ashley, que viu a Missouri.

## Carrera
Aubrey, va interpretar per primer cop al 2011, al paper de Lily Tucker-Pritchett a l'exitosa sèrie de Modern Family. Recentment, han confirmat l'onzena i última temporada. Apart d'aquest paper, la jove actriu, ha aparegut intermitentment en algun programa de televisió. És bastant activa al seu canal de YouTube, on apareix amb la seva mare, FoodMania Review.

## Filmografia
| Any       | Títol                    | Paper                 |
| --------- | ------------------------ | --------------------- |
| 2011–2019 | Modern Family            | Lily Tucker-Pritchett |
| 2016      | Arthur                   | (veu)                 |
| 2017      | Bill Nye Saves the World | Ella mateixa          |